# タンマチ
タンマチ（モンゴル語: Tammači）とは、第2代皇帝オゴデイの治世に編成・派遣されたモンゴル帝国の軍団の1つ。モンゴル本土の千人隊から抽出されたモンゴル兵と征服地において現地徴発された兵によって構成され、モンゴル帝国の征服戦争において前鋒軍としての役割を担い、征服戦争後は辺境に鎮戍した。前鋒軍、辺境鎮戍軍とも意訳される。
『元史』などの漢文史料ではタンマチ/探馬赤（tànmǎchì）、『集史』などのペルシア語史料ではタマ軍/لشكر تما（lashkar-i tamā）と表記される。
タンマチは時代によってその性格を変容させていったこともあり、その定義については多くの研究者によってさまざまな説が唱えられてきた。しかし、現在では「モンゴル本土の千人隊と征服地の服属集団から徴発した兵員を混成して編成した、辺境鎮戍軍」という理解が一般的である。

## 語源

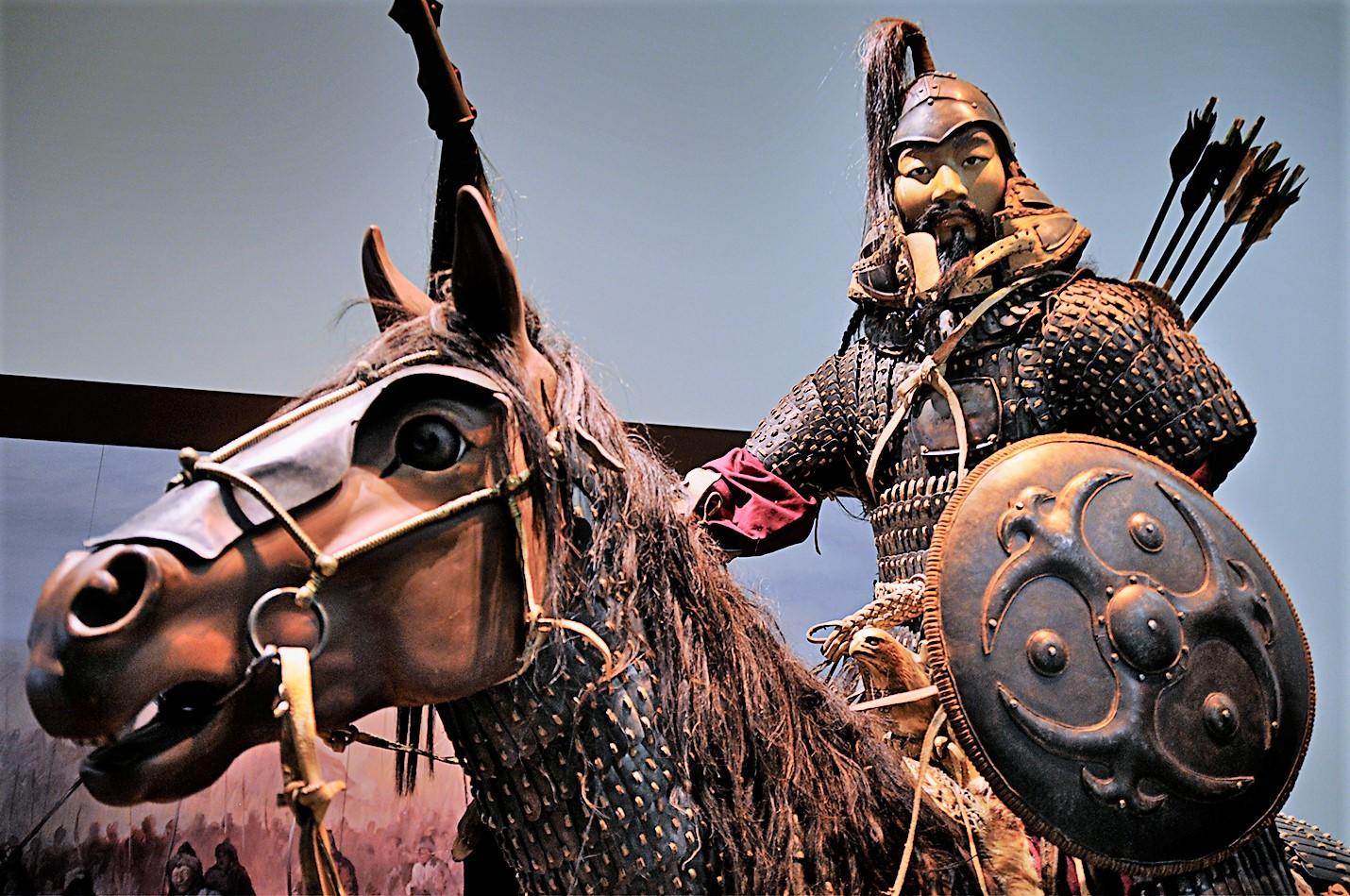
モンゴル騎兵

「タンマチ」という単語はモンゴル時代の諸史料に頻出するもののまとまった記述が存在せず、その語源と定義については様々な説が唱えられてきた。「タンマチ」の語源については大きく分けてアルタイ諸語のタムガ（Tamγa,印璽の意）に由来するという説と漢語の「探馬（tànmǎ,斥候騎馬兵の意）」に由来するという説の2つが存在するが、現在ではタンマチ研究の整理を行った松田孝一の議論に従って後者の漢語に由来する単語という見解が一般的である。
タンマチ＝タムガ由来説を最初に唱えたのは安部健夫で、安部は突厥碑文にも見られる「タムガチ（Tamγači,「印璽を掌る者」の意」がタンマチの語源になったのであろうと論じる。この議論は韓儒林や片山共夫らに支持されているが、松田孝一らからはタムガとタンマチとの間には語彙上の一致を示すだけの根拠がないと批判されている。
タンマチ＝漢語の「探馬」由来説はまず周藤吉之によって提唱され、海老沢哲雄、松田孝一等によって支持されている。周藤らの研究によると中国宋代〜金代の漢文史料には「探馬」という単語が散見し、「密かに探馬を布き、賊の奔衝をまたしむ」や「探馬の回報によると……」、「金人の探馬数百騎酒州に入る……」といった表現が見られる。また、『九華集』巻24にはより具体的に「将官李庠に命じて驍騎三百名を率いさせた。[李庠の率いる騎兵を]『探馬』と言い、日中[探馬の]騎兵は数十里先を進んだ……」とあり、宋朝・金朝では数百単位で活動する斥候の騎馬兵のことを「探馬」と呼称していたことが確認される。モンゴル帝国時代の「タンマチ（tammači）」という単語は、以上のような宋・金代の「探馬」に行為者を意味する接尾詞-čiを附して出来上がった単語であると考えられている。
なお、斥候騎馬兵としての「探馬（＝タンマ、タマ）」と辺境鎮戍軍としての「タンマチ/タマ軍（＝探馬赤）」とは異なる概念であり、あくまでもタンマチ＝タマ軍であってタンマチ＝タマではない。小沢重雄は『元朝秘史』の翻訳で「タンマ（tamma）」を「探馬職」、「タンマチ（tammači）」を「先遣鎮戍軍」と区別して翻訳している。また、川本正知はタンマチ＝探馬由来説を支持した上で、「タンマは、チンギス・カン時代に獲得されたモンゴリア外の征服地の辺境を守る必要によって生まれた。部族戦争時代のモンゴリアには存在していなかった、通常の先鋒部隊や前方偵察隊とは異なる、先鋒軍として侵入しそのまま征服地の鎮守軍になる軍隊である。そのため探馬という彼らにとっては外国語である漢語の発音が採用されたのであろう」と述べている。

## 沿革

### 起源

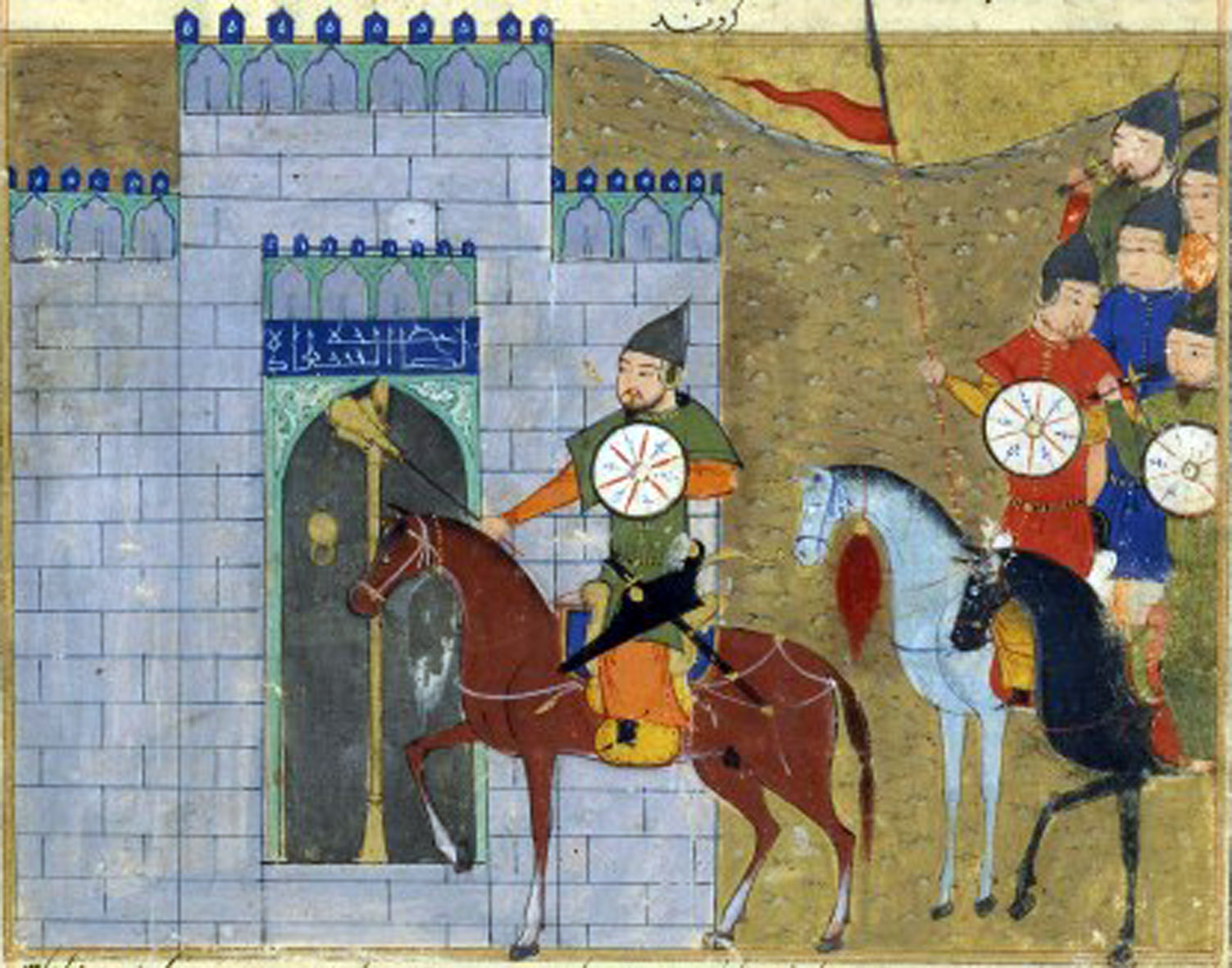
チンギス・カンの金朝遠征（『集史』パリ本）

後述するように、『元朝秘史』においてタンマチの派遣は第2代皇帝オゴデイの業績であると特筆されており、一般的にタンマチはオゴデイによって創設されたと考えられている。しかし、近年の研究の進展により実際にはモンゴル帝国初代皇帝チンギス・カンの時代から既に計画・準備が進められていた軍団であると明らかにされつつある。
1211年より金朝への侵攻を開始したチンギス・カンは、金朝の領土の大部分を奪った上で1215年に講和しモンゴリアに引き上げた。ペルシア語史料の『集史』によるとチンギス・カンは金朝侵攻の際に「ヒタイ（契丹）とジュルチャ（女真）の地方（金朝領）を征服する時、チンギス・カンは彼等2人（クシャウルとジュスク）が俊足の偵察兵として優れていたことにより、モンゴル人全員から10人毎に2人を出させて、その内の3千人を彼等に与え、その辺境を彼等に委ね、その勢力の範囲で守備させた」たという。この時創設されたクシャウル・ジュスクを長とする3つの千人隊は「既存の軍団に割り当てて数名ずつ兵員を供出させて編成した」、「征服地に駐屯し征服地の守備を行った」という点で後のタンマチと共通しており、 タンマチのモデルの一つになったのではないかと考えられている。
また、金朝遠征から引き上げる際にチンギス・カンは征服した金朝領に駐屯軍を残し、その司令官に左翼万人隊長のムカリを任命した。この時ムカリの指揮下に入った将軍にはアルチャル、ココ・ブカ、セウニデイらのように後にタンマチの指揮官とされた者が多数おり、 またこの時のムカリ軍は「征服地に駐屯してまだモンゴルに服属していない隣国に備える」という点で後のタンマチに近く、このムカリの軍団自体もタンマチの原型になっていったと見られている。
また、『集史』「オゴデイ・カアン紀」によるとチンギス・カンの死後派遣された遼東・高麗方面のタンマチの派遣についてモンゴル帝国内部で不平が出た時、オゴデイは「チンギス・カンによって出された全てのヤサと詔勅を支持し、保護され、如何なる改変からも守られるというヤサ」によって反対意見を黙らせたとの記録があり、遼東・高麗方面へのタンマチ派遣は「チンギス・カンのヤサ（命令）であった」ことが間接的に示されている。このように、遼東・高麗方面へのタンマチ派遣は既にチンギス・カンによって計画・事業が命じられていた事業であり、オゴデイはそれを追認したに過ぎなかったと言える。最初のタンマチとされるイラン方面へのタンマチ派遣がオゴデイ即位以前になされたこともあわせて、 タンマチの派遣はオゴデイ政権による全く新しい政策というよりは、チンギス・カン時代に準備が進められてきたものを改めて実施に移したものであったとする見解が現在では受け入れられている。

### オゴデイ時代のタンマチ派遣

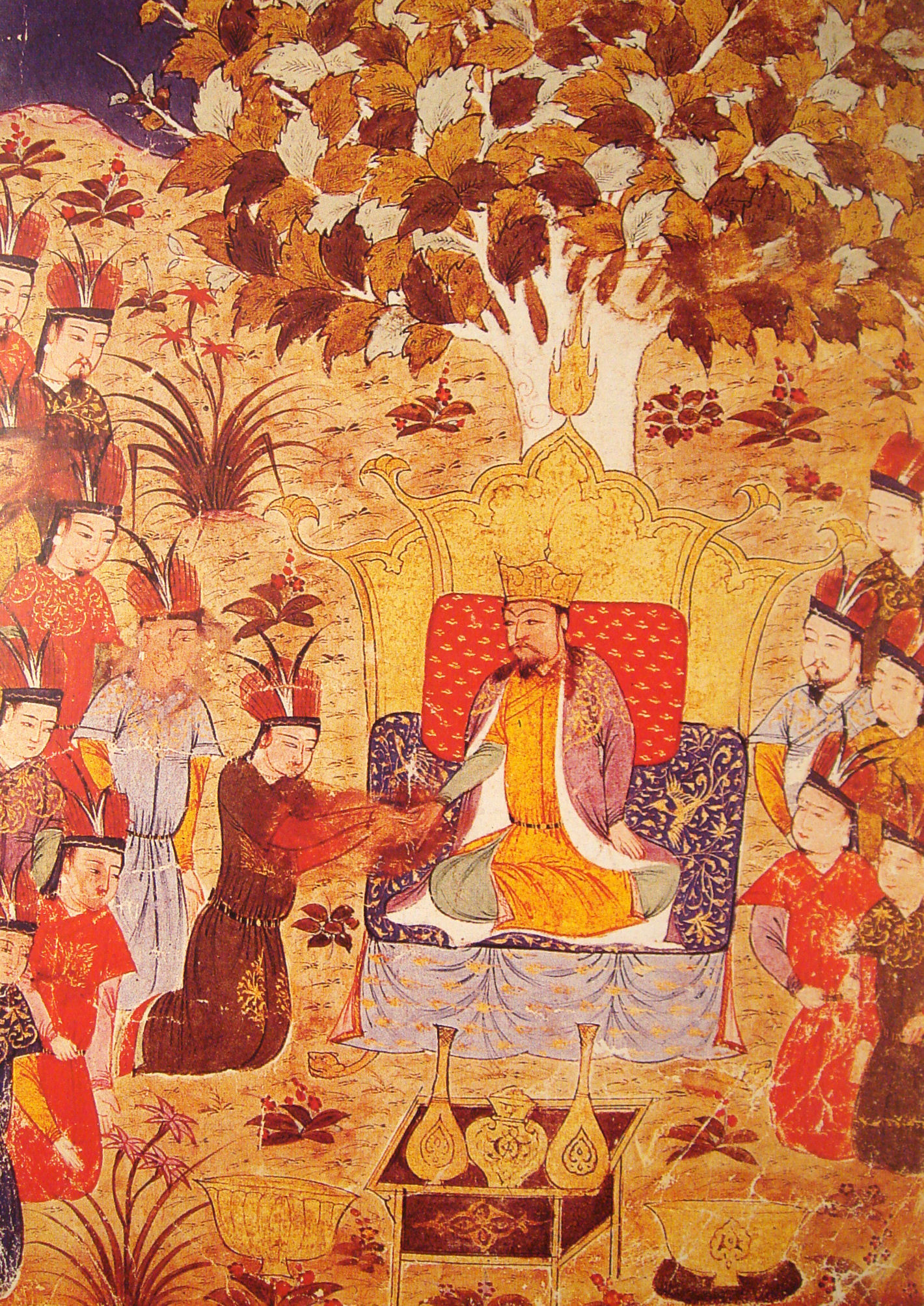
オゴデイの即位（『集史』より）

1227年のチンギス・カンの死後、その末子トルイが次のカアンが決まるまで臨時で政務を代行した(監国)が、モンゴル帝国の周辺では反モンゴル勢力が活動を始めつつあった。とりわけ規模が大きかったのがジャラールッディーン・メングベルディー率いるホラズム・シャー朝残党の活動で、現在のイラン西部に現れたジャラールッディーンの活動によってイラン方面の治安は悪化し、モンゴル帝国は早急の対応を迫られた。『元朝秘史』や『聖武親征録』といった諸史料が一致して伝えるところによると、1228年に監国トルイとオゴデイは協議の上チョルマグンを長とするタンマチをイラン方面に派遣することを決定した。チョルマグン率いるタンマチは期待通りにジャラールッディーンをグルジアに追い詰めて殺害し、さらにアゼルバイジャン地方に駐地してグルジア、アルメニア、ルーム・セルジューク朝といった国々を服属させた。このイラン方面タンマチを皮切りに、モンゴル帝国の辺境地域には次々とタンマチが派遣されることとなる。
西方においてはバトゥのヨーロッパ遠征に先だってキプチャク、ルーシ、ヴォルガ・ブルガールといった現ロシア方面にタンマチが派遣され、またイラン方面軍の後詰めとしてインド方面にもダイルを指揮官とするタンマチが派遣された。一方、東方地域におけるタンマチはかつてムカリが率いていた旧金朝領駐屯軍を分割する形で編成が進められた。まず、遼東・高麗方面にはチョルマグンのイラン派遣と同年（1228年）にサリクタイを指揮官とするタンマチが派遣された。この遼東・高麗方面タンマチは前述したように計画自体はチンギス・カンの時代に進められていたと見られ、かつてムカリの指揮下にあったウヤルが契丹人軍団を率いて転属していた。
また、1229年のクリルタイでオゴデイが正式に第2代皇帝となると、即位後最初の大事業として金朝遠征が開始され、その先鋒軍としてヒタイ（華北）方面タンマチが組織された。金朝遠征軍はオゴデイ自らが指揮する中軍、トルイの指揮する右翼軍、チンギス・カンの末弟オッチギンが指揮する左翼軍からなっていたが、その中で先鋒を委ねられたのが中軍に属するテムデイ、タガチャルら率いるタンマチであった。テムデイは「五投下探馬／五部族探馬赤」と称されるかつてムカリが率いていた軍団の一部と現地徴発した漢人兵を率いて金朝に侵攻し、金朝征服後は華北一帯に駐屯した。また、かつて西夏国の領土であった陝西方面にはかつてムカリの指揮下にあった耶律禿花（トガン）率いる軍団が京兆府（長安）に駐屯し、これが後の陝西方面タンマチとなった。更に、金朝平定後人口希薄地帯になっていた河南には新設の軍団が多数配置されており、史料上では「タンマチ」と明記されていないものの、その性格からこれもタンマチの一種であったと考えられている。
以上のようなタンマチ派遣はモンゴル人の間でオゴデイ・カアンの大きな業績の一つとして認識されており、『元朝秘史』にはオゴデイ・カアンが自らの「四大功績」を語る場面で最後の1つにタンマチの派遣が挙げられている。
しかし、このようなタンマチを巡る状況はオゴデイの死によって激変してゆくこととなる。

### モンケ・カアンによるタンマチ解体

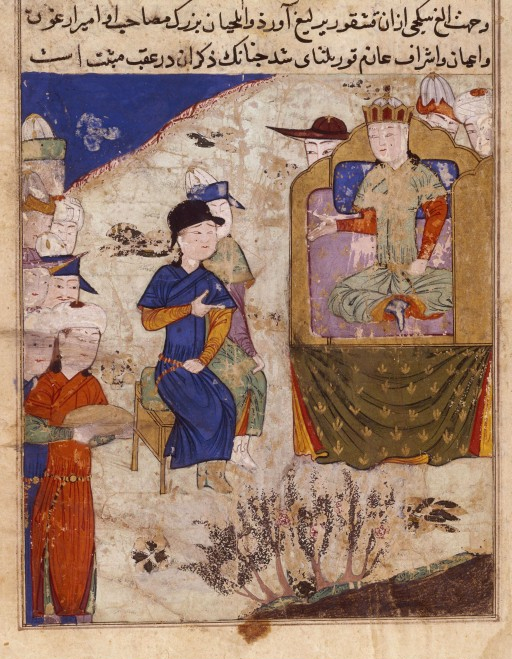
玉座のモンケ。『世界征服者の歴史』（1438年書写）より

1241年にオゴデイが死去すると、モンゴル帝国では時次代のカアン位をめぐってオゴデイ家のグユクを推す派閥（主にチャガタイ家とオゴデイ家）とトルイ家のモンケを推す派閥（主にジョチ家とトルイ家）の間の対立が深刻となった。皇后ドレゲネの工作によって一時はグユクが即位を果たすことができたものの、グユクがわずか3年の治世でなくなると今度こそモンケが第4代皇帝として即位することになった。グユク政権はオゴデイ政権の体制を概ね踏襲したためにタンマチ制度もほとんど変化を被らなかったが、モンケの治世にはオゴデイ時代の曖昧・放埒であった諸制度の一掃を目指す中央統制強化策の一環としてタンマチ制度にも大きな変革が加えられた。
即位直後の1252年よりモンケは華北地方において戸籍調査を実施したが、その際にタンマチ兵員の多くが従来の「種佃戸」や「駆口」から「民戸」へと登録替えを行われ、従来とは異なり納税義務を負うことになった。モンゴル軍では兵員の遠征費用は自弁が原則とされているため、この措置はタンマチの軍団としての財政基盤を奪ってしまうに等しいものであった。同年、モンケはオゴデイが東アジア一帯に配置した「蒙古・漢軍（＝タンマチ）」を両淮地方・四川地方・チベット地方ごとに3軍団に再編制し、「両淮等処蒙古・漢軍」はチャガンとイェルゲンに、「四川等処蒙古・漢軍」はタイダルに、「土番（チベット）等処蒙古・漢軍」はコリタイにそれぞれ率いさせ長江以南の南宋と対峙させた。一方で、陝西方面タンマチを率いて居たアンチュルのようにチャガタイ家と縁の深いタンマチ指揮官は更迭されて前線から遠ざけられた。
その後、1253年のクリルタイではモンケの次弟クビライを東方方面（大理・高麗・南宋・越南）の遠征軍司令官に、三弟フレグを西方方面（アッバース朝ほか西アジア諸国）の遠征軍司令官に任じることが決定された。それと同時に、『集史』「フレグ・ハン紀」によると「それ以前に『イランの王国に居住せよ』とてバイジュおよびチョルマグンとともにタマとして送られていた軍勢、またダイル・バートルとともにカシミールとインドの方面に派遣されていた軍勢は、全てかのフレグ・カンの所属である」とクリルタイによって定められており、これ以後イラン方面・インド方面といった西方に派遣されたタンマチはフレグの指揮下に入ることになった。
総じて、モンケは既存のタンマチの体制を解体した上で新しく編成したクビライ・フレグの遠征軍に組み込み、新たな軍団制度の確立を目指したものと言える。以上のような施策はオゴデイ家勢力を弾圧するモンケ・カアンが、オゴデイの功績たるタンマチを解体・再編する意図の下行われたものと考えられている。しかし、モンケは1259年に親征先の四川で急死してしまい、モンケの構想は瓦解してタンマチは解体されることなくモンゴル帝国各地で存続していくことになった。

### モンケ死後のタンマチ

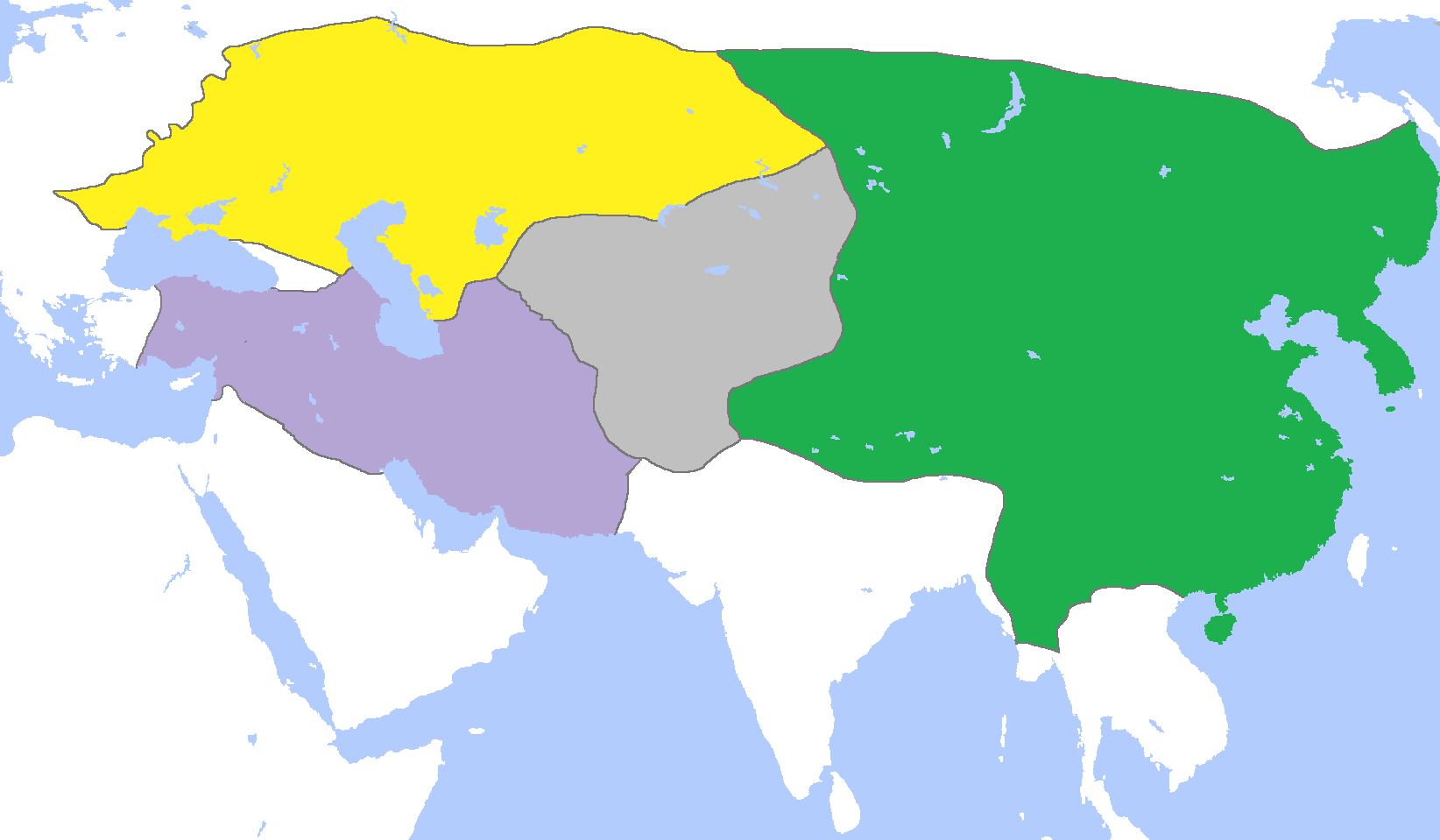
14世紀以後のモンゴル帝国における、ウルスの分立

モンケ・カアンの死後、今度はモンケの次弟クビライと末弟アリク・ブケの間でカアン位を巡る争いが勃発し、モンゴル帝国は建国以来最大の内戦を経験することとなった（モンゴル帝国帝位継承戦争）。帝位継承戦争自体はクビライの勝利に終わったものの、傍系のアルグによるチャガタイ・カン家簒奪、帝国の総意を得ずに行われたフレグ・ウルスの自立、フレグ・ウルスとジョチ・ウルスの南北対立などによってモンケ時代までのモンゴル帝国の調和は損なわれた。その過程でモンケが構想・準備していた統治体制は根底から崩れ、モンケが征服地統治のために設置した行政機関（燕京・ビシュバリク・アム河行省）が大元ウルスやチャガタイ・ウルス、フレグ・ウルスに事実上乗っ取られたように、征服地に駐屯するタンマチもまたなし崩し的に各ウルスに吸収併合されることとなった。
東方においては帝位継承戦争に勝利したクビライが各地のタンマチを傘下に収め、クビライの勢力圏たる大元ウルスを守る軍団の一つとして数えられるようになった。クビライは帝位継承戦争が未だ終結していない1262年にかつてモンケ・カアンによって民戸とされたタンマチ兵員らを再び軍戸として兵に再登録し、タンマチ兵の待遇をモンケ以前に戻した。その後、かつての「五投下探馬赤」は皇帝に直属する侍衛進軍の一つ「隆福宮右都威衛使司」に、テムデイ・タガチャルらが率いて居た軍団は黄河線上に駐屯する「河南淮北蒙古軍都万戸」にそれぞれ名前を変えたように、大元ウルス治下のタンマチは漢風の名称を与えられて各地に駐屯することになった。
一方、西方においてはモンケ・カアン死後の混乱の中フレグがタンマチを含む遠征軍を基盤としてフレグ・ウルスをイランの地に建国した。しかし、帝国全体の総意を得ずに自立したフレグ・ウルスは東部ではチャガタイ・ウルスと、北部ではジョチ・ウルスと境界線争いを起こしたため、タンマチの指揮官たちはしばしばモンゴルどうしの内戦において活躍した。しかし、フレグ・ウルス内部での内紛に巻き込まれたタンマチは統廃合が進み、第7代君主ガザンの時代にはほぼ解体されてしまった。一方、インド方面タンマチの一部にはフレグ・ウルスと敵対するチャガタイ・ウルスに属したものもおり、フレグ・ウルス東方の脅威ともなった。彼等は現地のインド人と混血したことで「カラウナス」と呼称されるようになり、マルコ・ポーロの『東方見聞録』においても「盗賊カラウナス」と記録される、独自の勢力を築くに至った。
以上のような経緯を経て、タンマチは「辺境鎮戍軍」という本来の性格を失い、やがてモンゴルの地方軍閥として扱われるようになっていった。「タンマチ」という軍団名もやがてモンゴル帝国各地で忘れられていったが、タンマチに起源を持つ軍団は少なくとも14世紀末まで存続した。東方の大元ウルス末期に紅巾の乱討伐に活躍したチャガン・テムルの河南軍閥はかつてのヒタイ方面タンマチの後身であり、西方ではインド方面タンマチの末裔たるカラウナス王国がティムール朝に滅ぼされるまで存続していた。また、現在でも雲南省に住まうモンゴル系民族は陝西・四川方面タンマチの、アフガニスタンに住まうモゴール人はインド方面タンマチ＝カラウナスの、それぞれ子孫であると考えられている。

## 各地のタンマチ

### ロシア（キプチャク・ブルガール）方面

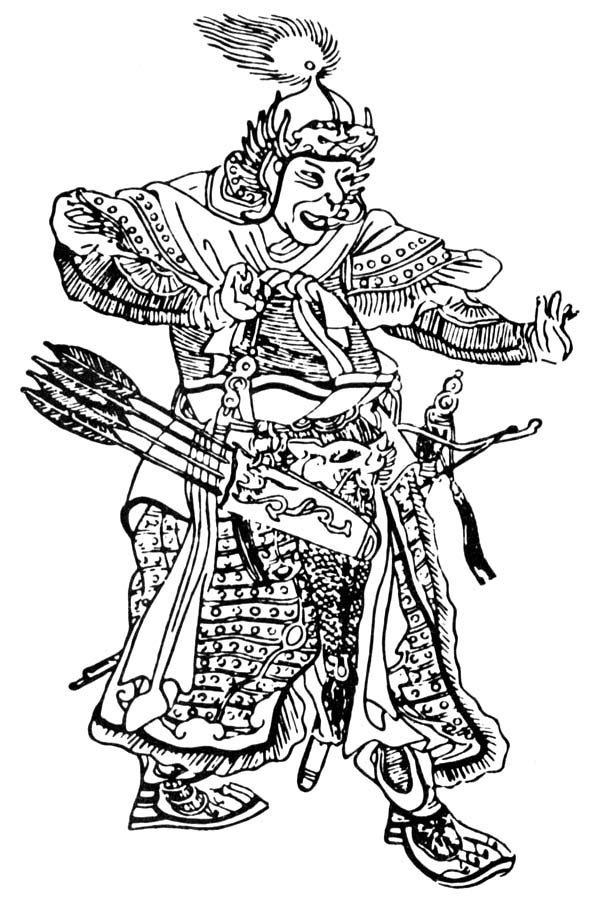
ヨーロッパ遠征にて副司令官を務めたスブタイ

『世界征服者史』には「キプチャクとサクシン（ヴォルガ河沿いの都市）とブルガールに、ココテイとスブタイ・バートルを同様な軍として送った」と記されており、『元朝秘史』でもチョルマグンのイラン派遣、モンゲトゥ/オコトルらのヒンドゥスタン派遣と並んでスブタイ・バートルのルーシ派遣が語られていることから、キプチャク・ブルガール方面にもタンマチが派遣されたことが確認される。
しかしキプチャク方面に派遣されたタンマチについては史料が少なく、その構成・活動については不明な点が多い。また、司令官については『世界征服者史』『元朝秘史』ともにスブタイ・バートルであったとするが、スブタイは四狗の一人に数えられる地位の高い将軍であり、スブタイが地位の低い者がなるタンマチの司令官を務めたことは疑問視されている。
1246年3月にドニエプル川流域に至ったプラノ・カルピニは「西方の全民族が奇襲をかけ、不意打ちを食らわさぬよう、駐屯してその警戒にあたる者全ての支配者」コレンザというモンゴル帝国の指揮官と面会した。コレンザの率いる軍隊は「征服地に駐屯して未だ服属していない隣国からの侵攻に備える」という点で他のタンマチと一致しており、ルーシ方面に派遣されたタンマチの一つであったと考えられている。

### イラン（アゼルバイジャン）方面

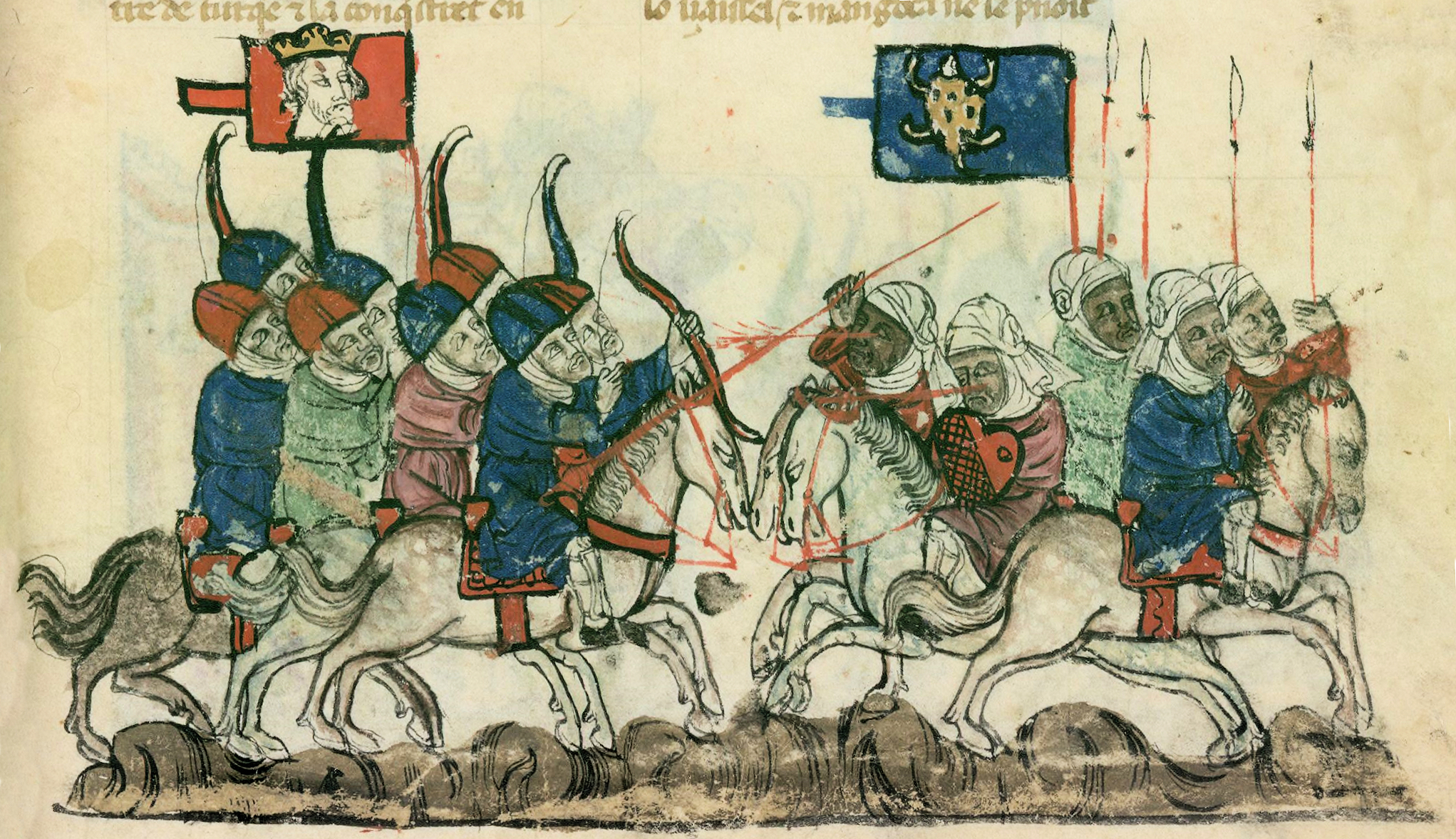
キョセ・ダグの戦い

前述したように、イラン方面タンマチの派遣は1228年にオゴデイとトゥルイの協議によって決定された。イラン方面軍の当初の主たる目的はジャラールッディーン率いるホラズム残党の討伐にあり、チョルマグン率いるタンマチはイランを横断してホラズム残党の拠るアゼルバイジャンを目指した。アゼルバイジャンにてホラズム残党を打倒したタンマチは以後アゼルバイジャン一帯を根拠地としたため、モンゴル史研究者の志茂碩敏はこれを「アゼルバイジャン鎮守府」と呼称する。
ホラズム残党の壊滅後、イラン方面タンマチは周辺諸勢力への侵攻を開始し、グルジアの平定後、キョセ・ダグの戦いを経てアナトリア半島のルーム・セルジューク朝も服属させた。一方、1230年頃にはホラーサーンにモンゴルのイラン統治期間たる「イラン総督府（後のアム河行省）」が発足したが、初代イラン総督チン・テムルはイラン方面・インド方面タンマチを無視して独力でホラーサーン・マーザンダラーン両州の経営を行ったため、イラン方面軍長官チョルマグンとインド方面軍長官ダイルは自らの権益を侵すものとしてチン・テムルに抗議を行った。しかし、チン・テムルがイラン総督府の活動によってモンゴルに投降したイラン人有力者をカラコルムに送ったところ、これを喜んだオゴデイは正式にイラン総督府の存在を認めてチョルマグンらの抗議を退け、これ以後イラン方面タンマチとイラン総督府はフレグの征西まで並存することとなる。
前述したように、第4代皇帝モンケは1253年にフレグを総司令とする遠征軍を派遣することを決定し、それにあわせてイラン・インド方面のタンマチはフレグの指揮下に入るようにとの命令を出した。この頃にはチョルマグンは既に亡くなっており、第2代隊長のバイジュ率いるタンマチはアラムートでフレグ軍本体と合流し、バグダードの戦いにも尽力した。しかし、バイジュは「俺こそがルームを服従させたのだ」と語るなど驕慢な振る舞いが多く、1259年頃にフレグの命によって処刑されてしまった。また、同時期に第4万人隊長のヒンドゥジャクも命令違反をした廉でイラン総督府のアルグン・アカによってトゥースの城門で処刑されている。
1260年、モンケの急死とクビライの即位を知ったフレグはイラン一帯にて自立することを決意し、アゼルバイジャン地方を中心とするフレグ・ウルスを設立した。周囲との協議なしに一方的に自立したフレグ・ウルスとジョチ家は遊牧地として良好なアゼルバイジャン地方の領有権を巡って対立し、アゼルバイジャンに駐屯するタンマチはこれ以後フレグ・ウルスの一部としてジョチ家との戦いに駆り出されるようになる。しかし、先に処刑されたヒンドゥジャクの弟で「第4万人隊」の隊長サラル・ベクは本体とは行動を別にしてマムルーク朝との国境付近に残っており、アイン・ジャールートの敗戦に関わることになってしまった。サラル・ベクは生きてフレグのもとに戻ることができたもののフレグの怒りを買って処刑され、「第4万人隊」は完全に解体・分配されてしまった。このように、フレグ・ウルスの傘下に入ったタンマチは従来の4万人体という型式を保つことができなくなり、「4千人隊」「千人隊」といった単位で分割されていくこととなる。
バイジュの跡を継いで第3代隊長となったシレムンは1260年代のジョチ家とフレグの戦い（テレク河の戦い）に従軍し、当初は敵軍を撃退することに成功したものの、最終的には敵の奇襲を受けて他の武将とともに大敗を喫してしまった。しかしその後もシレムンの地位は変わらず、グルジアへの遠征や、チャガタイ・ウルスへの亡命者への捕獲などを行ったことが記録されている。シレムンの死後はバイジュの息子アダクが跡を継いでフレグの息子アバカに仕えたが、アダクの事蹟についてはほとんど知られていない。
しかし、1282年のアバカの死去からガザンの即位に至る一連の内乱によってイラン方面タンマチは徐々に解体・分割されていった。まず、アバカ死後の内紛でテグデルに与したシレムンの息子エブゲンは内乱に勝利した第4代君主のアルグンによって処刑されてしまった。エブゲンの率いるイラン方面タンマチの「第一万人隊」は「4千人隊」2つに分割されてジャライル部のガザンとブラルギに分配されたが、ジャライル部のガザンもまた1289年のブカの反乱に与して処刑されてしまった。更に、1291年にはブラルギもまたアルグンの暗殺を謀った容疑でインド方面タンマチ出身のタガチャルらに殺害されたが、一方でバイドゥとゲイハトの争いでゲイハトに味方した功績でジャライル部のガザンの弟アイナ・ベクは兄の率いていた軍隊を継承することを許された。
以上のようなタンマチ指揮官排除の傾向に危機感を覚えたためか、ガザンの治世最初期に勃発したスケ・アルスランの叛乱には「第一万人隊」のアイナ・ベク、「第3万人隊」のバルラ、フレグ時代より活躍する最古参のタンマチ指揮官トカルらが荷担し、叛乱鎮圧後には此等3名全員が殺され、イラン方面タンマチは壊滅状態に陥った。また、同時期にはシレムンの息子バイグトもが反乱をおこしたかどで処刑され、更にアダクの息子スラミシュが1299年に反乱を起こして処刑されたのを最後に、フレグ・ウルスではイラン方面タンマチ出身の将軍は見られなくなり、イラン方面タンマチはガザンの時代に解体されてしまった。ガザンのタンマチに対するこのような態度は、長く続く内乱で解体の危機にあったフレグ・ウルス建て直し政策の一環で、同時期に進行していた税制（イクター制）改革・『集史』の編纂などと連動したものであったと考えられている。これらの政策は一定の成果を挙げ、ガザンとラシード・ウッディーンはフレグ・ウルスの再編に成功するが、これ以後イラン方面タンマチ由来の軍隊・指揮官がフレグ・ウルスで活躍することはなくなってしまった。

### インド（ヒンドゥスタン・カシミール）方面

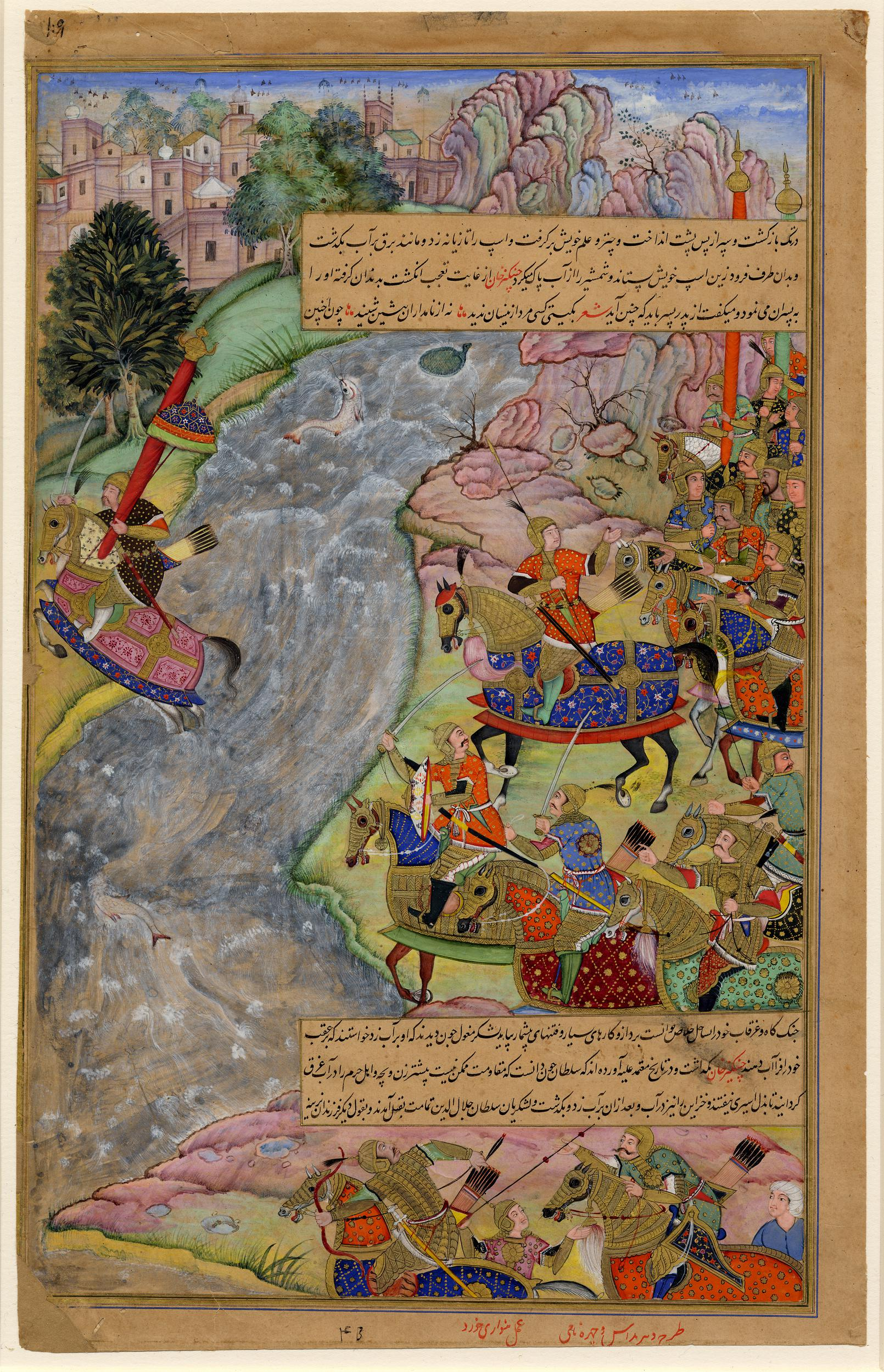
1221年のインダス河畔の戦い

『元朝秘史』に「［オゴデイ・カアンは］まず手始めにチャガタイ兄者人と謀って、父君、チンギス・カンの服わぬままにすておいた［異］国人の、バクタト国の［主］、「カリバイ・ソルタンのもとへはチョルマグン叡負の士を出征させることとし、その後詰としてオコトル、モンゲトゥの二人の将軍を出征させ給うた」と記されるように、インド方面タンマチ軍はチョルマグン率いるイラン方面タンマチの後詰めとして派遣されたタンマチである。そのため、派遣時期は1229年と他のタンマチに比べ遅く、兵数も他のタンマチの半分となる2万しかいない。
インド方面タンマチの初代長官はオゴデイ家の王傅も務めたダイル・バートルで、ダイルは現在のインド北西部・アフガニスタン一帯に駐屯しインド方面の計略を始めた。なお、前述したようにダイルはイラン総督府のチン・テムルとオゴデイから委ねられた権限を巡って衝突したが、オゴデイの裁定によって訴えを退けられている。ダイルの死後はモンゲトゥ、オコトルらが跡を継いだが、この2名の事蹟についてはほとんど知られていない。
第4代長官となったのがタタル部のサリ・ノヤンで、サリ・ノヤンの時代にインド方面タンマチは大きな転機を迎えた。この頃帝位にあった第4代皇帝モンケはフレグを総司令とする西アジア遠征軍を派遣することを決定し、その上で「これに先だってバイジュやチョルマグンと共に、鎮守のためイラン国に派遣していた軍隊と、やはり鎮守のためにダイル・バートルと共にカシミール・ヒンド方面に派遣されていた軍隊を全てフレグの軍隊とする」と語り、これ以後インド方面タンマチはフレグの指揮下に入ることになる。サリ・ノヤン率いる軍勢は直接フレグの遠征軍に参加することはなく、インド方面に侵攻してインド人捕虜をフレグの下に送っていたが、1260年のモンケ急死によってインド方面タンマチをめぐる情勢は一変した。モンケの死を受けてフレグはイランで自立した（フレグ・ウルス）が、他の諸王の承認を得ない勝手な自立は周囲のジョチ・ウルスとチャガタイ・ウルスの札繰を生んだ。
同時期にチャガタイ・ウルスの君主となったアルグは1261年頃にサダイ・エルチをインド方面タンマチに派遣し、サダイ・エルチはサリ・ノヤン配下の武将を懐柔してサリ・ノヤンを捕縛させ、その軍団を自らのものとした。一方、ジョチ家からインド方面タンマチの下に派遣されていたネグデルはフレグとジョチ家の対立が深まると配下のタンマチを率いてフレグ・ウルスと敵対したため、この集団はフレグ・ウルスよりニクダリヤーン（「ネグデルに従うものたち」の意）とも呼ばれるようになり、ネグデルの死去後も「ニクダリヤーン」はインド方面タンマチ起源の軍団の別称の一つとして残った。しかし、すべてのインド方面タンマチがフレグ・ウルスと敵対したわけではなく、一部はフレグから東方の防備を委ねられたアバカの指揮下に入った。このように、ジョチ・ウルス、チャガタイ・ウルス、フレグ・ウルスに分属したインド方面タンマチは厄介な地方軍閥として認識されるようになり、インド人との混血で肌が浅黒く見えることから「カラウナス」という蔑称で知られるようになった。
フレグの死後にアバカが後を継ぐと、アバカは配下のインド方面タンマチ（カラウナス）を2分して半分は自らの直属軍として行動をともにさせ、半分はそのままイラン東部の守護のためホラーサーン州のアム河河畔に残し、これ以後フレグ・ウルス内のカラウナスは2つの軍団（万人隊）が知られるようになった。志茂敏夫は便宜上前者を「親衛カラウナス万人隊」、後者を「ホラーサーンカラウナス万人隊」と呼称している。「親衛カラウナス万人隊」はその名の通りイル・カンの直属軍としてフレグ・ウルスの主立った戦役に参戦しており、初代隊長のクト・ブカは1265年のジョチ家との戦争で戦死し、第2代隊長のスニタイは1269年のチャガタイ家との戦争（カラ・スゥ平原の戦い）で勝利に大きく貢献した。
しかし、1284年のアバカ・カン没後にカン位を巡るフレグ・ウルスの内紛が激しくなると、インド方面タンマチもイラン方面タンマチと同様にこれに巻き込まれていった。アバカ没後のアルグンとテグデルのカン位争い時にホラーサーンカラウナス万人隊はアルグン側に味方したが、指揮官の一人ニクベイはアルグンがテグデルによって軟禁された時に捕らえられて処刑されてしまった。また、もう一人の指揮官ヒンドゥはアルグン側が劣勢なのを見て合流を取りやめたため、アルグンが最終的に勝利を収めると報復を恐れてヘラートのクルト朝に亡命したが、1285年にアルグンに引き渡されて処刑されてしまった。この2人の指揮官の処刑を経てホラーサーンカラウナス万人隊は分割・解体されてしまった。一方、親衛カラウナス万人隊では隊長のタガチャルが打ち続く内乱の中で何度も主君を変えて保身を図ったが、最後には第7代君主ガザンの派遣した刺客によって即位後わずか6日で殺害された。
一方、チャガタイ・ウルスではアルグの死後混乱が続いていたが、最終的にチャガタイ家の当主となったドゥアがオゴデイ家のカイドゥに服属し、カラウナス=ニクダリヤーンもこれに従った。カイドゥはかつてチャガタイ・ウルスの君主でもあったムバーラク・シャーをカラウナスの指導者として送り込み、ムバーラク・シャーはしばしばフレグ・ウルスの東部国境に進攻して最後にはケルマーンで戦死した。1293年頃にはフレグ・ウルスで起きたノウルーズの反乱に対処するため、 オゴデイ家・チャガタイ家の混成軍からなる5万の軍隊がガズナ地方に駐屯することになった。この時チャガタイ・ウルスから派遣されたドゥアの息子クトゥルク・ホージャはドゥアの命によってニクダリヤーンの長とされ、現在のアフガニスタン北部・東部一帯に独立した勢力を築くこととなる。
カイドゥの死後、ドゥアは自立して事実上「カイドゥ・ウルス」を乗っ取り、「チャガタイ・カン国」を建設した。クトゥルク・ホージャは『集史』においてドゥアの共同統治者であるかのように記され、また独自のコインを発行するなど、一国の主であるかのような扱いを受けた。クトゥルク・ホージャ以後もカラウナスは代々チャガタイ家の人間をいただく独自の軍団として存続し、1346年にはカザガンが最後の「チャガタイ・カン」カザン を殺害して自立し、カラウナス王国を築いた。

### ヒタイ（旧金朝領華北）方面

チンギス・カン在世中の諸遠征とモンゴル帝国の拡大

先に述べたようにヒタイ方面軍はチンギス・カン時代に編成されたムカリ率いる旧金朝領駐屯軍を起源とするものであった。『元史』や『聖武親征録』、『集史』などの諸史料が一致して伝えるところによると、旧金朝領に駐屯することになったムカリの下にはムカリ直属のジャライル千人隊、アルチ・ノヤン率いるコンギラト千人隊、ジュルチェデイ率いるウルウト千人隊、モンケ・カルジャ率いるマングト千人隊、ブトゥ・キュレゲン率いるイキレス千人隊、先にも述べた新設のクシャウル・ジュスクの3千人隊、ウヤルと耶律禿花を指揮官とする契丹人・女真人混成軍2万が所属していたという。この内、ジャライル・コンギラト・ウルウト・マングト・イキレスの5部族から抽出された軍団（「五投下探馬赤」）は旧金朝領に、ウヤル率いる軍団は遼東・高麗方面に、耶律禿花率いる軍団はタングート方面に、オゴデイ時代にそれぞれ振り分けられて各地のタンマチの中核となった。
ムカリ軍の中でも金朝との戦いで主力として活躍したのはアルチャルら「五武将」と称された将軍たちで、彼らは金朝領の各地を点線してチンギス・カン不在の隙をつく金軍の反抗を防いだ。彼らはムカリの死後その息子ボオルの指揮下に入ったが、チンギス・カンの死の翌年（1228年）にボオルもまた亡くなると、ムカリ家の指揮下からは外れた。代わってこれらの軍団の指揮官として抜擢されたのがムカリと同じジャライル部出身のテムデイとフーシン部出身のタガチャルで、テムデイはかつてムカリが率いていた「五投下タンマチ」を率い、タガチャルはオゴデイ即位直後に河北で徴発された漢人兵と旧来のモンゴル兵からなる新編成のタンマチを率いた。テムデイはかつてムカリが称していた「行都行省事」という称号を名のっており、ヒタイ方面におけるムカリの後継者と位置づけられていたと考えられる。
1229年よりオゴデイ自ら軍を率いての金朝侵攻が始まると、テムデイ率いるタンマチ軍は先鋒として金朝領に切り込み、最終的には金朝皇帝を追い詰めて金朝を滅亡させる功績を挙げた。金朝の平定後は、今度は南宋に対する防備のためにテムデイとタガチャル率いるタンマチは聞喜県（現在の山西省運城市聞喜県）に駐屯して東は曹州・濮州から西は潼関あたりまでの河北一帯の守備を担った。さらに、オゴデイは長い戦乱によって人口希薄地帯となった河南一帯に非主流のモンゴル部族出身者を隊長とする、モンゴル兵と現地徴発兵の混成軍団を多数設置した。これらの軍団は史料上で「タンマチ」と明記されることは少ないものの、その性格が他のタンマチと一致すること、断片的な記述からこれもタンマチの一種であったと考えられている。こうして、オゴデイの治世の半ばにはテムデイ家・タガチャル家率いる大規模なタンマチ軍団（後の河南淮北蒙古軍）が河北一帯に駐屯し、金朝平定後に多数新設されたモンゴル・漢人混成軍団（＝これもタンマチの一種）が河南の南宋との最前線に配備されるという体制が整えられた。
しかし、前述したように第4代皇帝モンケの治世に入るとヒタイ方面タンマチは再編成が進められ、南宋遠征においてもテムデイは五投下軍と切り離された上でモンケ軍の下に、タガチャルの息子ベルグテイは新設のチャガン率いる部隊に、それぞれ転属させられた。主力兵団から切り離されてしまったテムデイ父子はモンケの南宋親征から帝位継承戦争、李璮の乱といったこの頃の主な戦役でほとんど軍功がなく、一方寿州の戦いで戦死していたタガチャルの息子ベルグテイは南宋との戦いの最前線に送られ襄陽・樊城の戦いで戦死するなどそれぞれに不遇な立場にあった。しかし、1259にモンケが急死するとクビライはモンケの政策を覆す命令を出すことでタンマチの指示を取り付け、遠征中に戦死したベルグテイの息子ミリチャルもまたクビライを積極的に支持した。 テムデイ父子はモンケ直属軍にいたこともありクビライへの帰参は遅れたが、後にタガチャル家の率いていた軍団に再合流し、テムデイ家・タガチャル家の率いるタンマチは「河南淮北蒙古軍都万戸府」として知られるに至った。
河南淮北蒙古軍を始めとするヒタイ方面のタンマチ諸軍団は南宋遠征にも動員され、タガチャルは襄陽・樊城の戦いに参加して功績を挙げている。南宋の平定後はしばらく旧南宋領に駐屯して征服地の軍政・民政を兼ねたが、1278年（至元15年）に河北の本拠に帰還することになった。また、この頃に洛陽龍門山の南に新しい本拠地を建設し、これ以後河南淮北蒙古軍は「黄河の南、河南行省の西部」を中心に駐屯するようになった。
これ以後もヒタイ方面タンマチは多くの外征・内戦に動員され、1281-1282年の江西の反乱鎮圧、1287-1288年のベトナム遠征、1287年のナヤンの乱討伐、1296-1305年のカイシャン指揮下でのカイドゥ・ウルスとの戦いなど大元ウルスの主立った戦役のほとんどに参加した。また、1328年の天暦の内乱ではタンマチはアリギバを戴く上都派とトク・テムルを戴く大都派、両方の派閥に分かれて争った。敗北した上都派についての記録は少ないが、大都派についたタンマチ指揮官らはいずれも上都派との戦いに敗れており、この内乱において非当事者たるタンマチ兵の士気の士気は低かったものとみられる。
ヒタイ各地に散在したタンマチ兵は元朝末期の14世紀半ばに至っても健在で、紅巾の乱討伐などで活躍したチャガン・テムルについて『庚申外史』は「潁州沈丘出身のタンマチ、チャガン・テムル（潁州沈丘探馬赤察罕帖木児）」と称しており、またその後継者ココ・テムルも先祖がタンマチの一員として河南地方に移住してきた兵の末裔であると考えられることから、元末に活躍した彼らの率いる「河南軍閥」はヒタイ方面タンマチの後身であったと考えられている。チャガン・テムルの率いる河南軍閥には漢人将軍も多数所属しており、「モンゴル兵と漢人兵の混成軍」という タンマチの性格が元末に至っても存続していたことが確認される。ココ・テムルは大元ウルス最末期の名臣として反乱軍との戦いに活躍したが大元ウルス衰退の大局を覆すまでには至らず、1368年に明朝を建国した朱元璋の派遣した軍勢によって首都の大都は陥落し、ヒタイ方面タンマチも大部分が明朝に降ったと見られる。

### タングート（旧西夏領陝西）方面

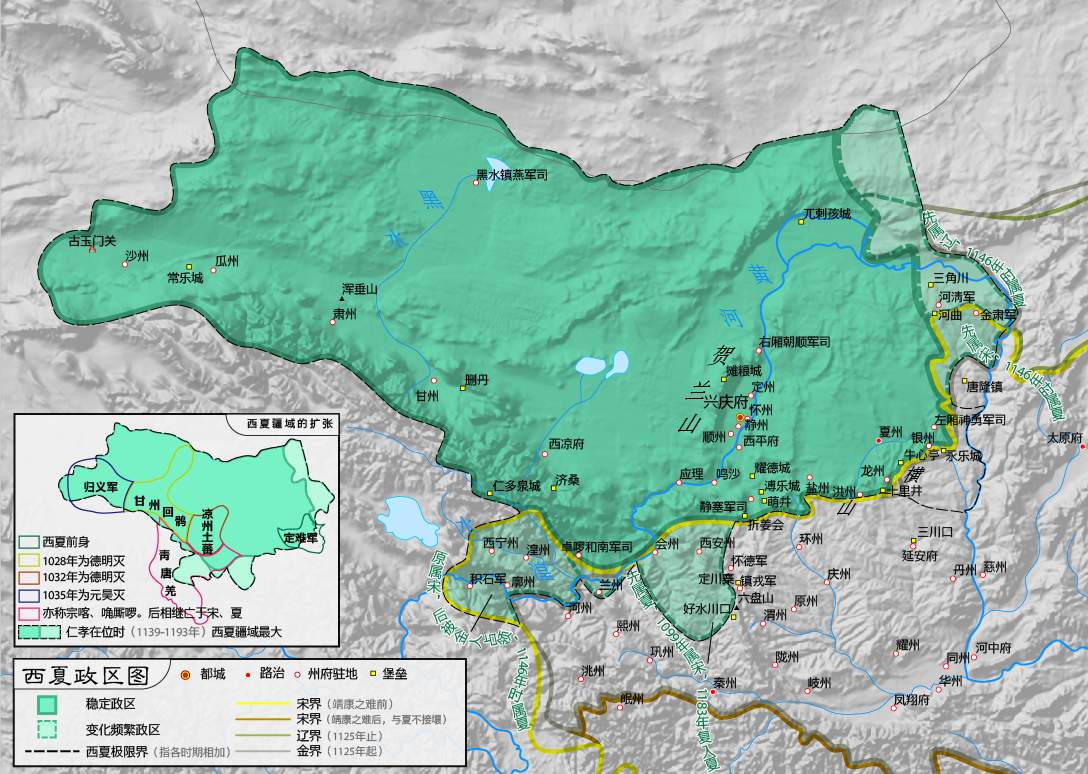
西夏国（タングート）の領域

現在では中国内部の省の一つとして知られている陝西省であるが、モンゴル帝国が興った頃は西夏国による統治が200年間も続いており、宋・金によって統治されてきた河北一帯（モンゴルは「ヒタイ」と呼称する）とは別個の地域と認識されていた。そのため、モンゴルによる東アジア侵攻においてタングート方面（甘粛・陝西）は常にヒタイ方面とは別個の軍団を組織し、さらに陝西方面軍が制圧したチベット東部・四川・雲南方面もまたヒタイ方面とは異なる軍団の系譜を持つようになった。
陝西方面軍の大きな特徴の一つとして、モンゴル帝国全体で右翼=西方は西道諸王（チンギス・カンの諸子を始祖とする諸王家）の勢力圏とされていたがためにオゴデイ家・チャガタイ家などの影響力が非常に強かったことが挙げられる。タンマチ派遣の始まった1228年に刪丹へと派遣されたアンチュルはチャガタイ家に仕える武将であって、カアンに直属するケシク出身の指揮官がほとんどのタンマチの中では特異な存在ではあるが、タンマチを率いていたことが史料上に明記されている。また、翌1229年にはかつてムカリの下で活動していた耶律禿花が配下の軍団を率いて陝西に移住し、鳳翔を本拠地に定めた。以後、アンチュルの軍団と耶律禿花の率いてきた軍団が中心となってタングート（陝西）方面タンマチが形成されていった。
1231年より第2次金朝侵攻が始まると、アンチュルらもこれに従軍して金朝軍と戦い、1234年には陝西に帰還した。また、1236年にはクチュの南宋侵攻において右翼軍として四川地方に侵攻し、アンチュルは成都を一時陥落させる功績を挙げた。この頃、アンチュルの献策によってタンマチ兵からなる対南宋布陣が決定されたとされるが、前述したように同時期に河北方面でも組織的なタンマチ兵の配備が行われており、モンゴル帝国全体での政策の一環と考えられている。
しかし、オゴデイが亡くなると次代のカアン位をめぐる政争が烈しくなり、この方面におけるタンマチの活動は全く史料上に見られなくなる。1250年、数年ぶりに史料上にあらわれたアンチュルは「旧鎮（=刪丹）」に戻るよう命じられ、この後10年近くほとんど前線に出なくなる。先述したように1251年に即位した第4代皇帝モンケは自身と敵対していたオゴデイ家・チャガタイ家に粛清を加えており、その一環としてチャガタイ家の有力武将たるアンチュルも事実上の更迭を受けたのだと考えられている。代わって陝西方面タンマチの指揮官に抜擢されたのがサルジウト部出身のタイダルで、以後陝西方面ではアンチュル家とその上に立つタイダル家によるタンマチ支配が固定化する。1260年のモンケの急死によって帝位継承戦争が始まると、アンチュルはいち早くクビライ派について取り立てられ、汪良臣らとともにアリク・ブケ派の巨魁アラムダールを討ち取る功績を挙げた。一方、タイダル率いる陝西方面タンマチはモンケ直属であったがためにどちらの派閥につくか遼巡していたが、最終的には廉希憲の説得によってクビライ派に協力した。帝位継承戦争後、クビライ政権の基盤が固まると、陝西・四川方面ではアンチュル家とタイダル家という2大勢力率いるタンマチが各地に駐屯するという体制ができあがった。両家は丁度四川の中心地成都を境として北方の鳳翔を中心とする地区にアンチュル家が、南方の西川地区にイェスデル家が、それぞれ駐屯した。
1273年にクビライの第2子マンガラが陝西地方に封ぜられ安西王国を形成すると、陝西方面タンマチもその指揮下に入った。1277年にマンガラがシリギの乱鎮圧に出生した際、その隙を狙って南平王トゥクルクが反乱を起こした時にはアンチュル家のテムル（趙国安）が在地の兵力を結集して反乱を鎮圧する功績を挙げている。しかし、マンガラが1278年に亡くなり息子のアナンダが跡を継ぐと、朝廷の実力者でチベット仏教僧のサンガはイスラーム教に改修したアナンダを警戒してその勢力をそぎ落とす政策をとり、1287年にはアンチュル家の指揮下にある陝西方面タンマチ＝「礼店（李店）元帥府」を安西王国の王相府から陝西行省、ついで土番宣慰司に転属させた。サンガの失脚後も礼店元帥府の帰属は二転三転したが、最終的にはいずれの宣慰司にも属さない独自の地位に落ち着くこととなった。このように礼店元帥府が大元ウルスの諸機関の中でも特異な扱いを受けていたのは、アンチュル家の軍隊が本来チャガタイ家の千人隊として発足したことに由来すると考えられている。
その後も陝西方面タンマチは中国西南諸民族との戦いにしばしば動員されており、1284年にはアンチュルの孫ボロト・カダが1千のタンマチを率いて金歯に遠征したことが記録されている。1351年に勃発した紅巾の乱は主たる活動範囲は河南江北一帯であったが、 初期にはその一部が金州（現在の陝西省安康市一帯）に侵攻してきた。これに対し、翌1352年にはオルク・テムルが陝西一帯の軍勢を率いてこれを撃退し、さらに翌年にはその成功を祝して碑文を立てた（「牛山土主思恵王忠献碑」）。碑文では反乱鎮圧に参加した多数の将官の名前が記録されているが、その中で最も多いのが陝西タンマチに由来する「陝西等処蒙古軍都万戸府」所属の将官で、14世紀中葉の元末に至っても陝西タンマチがこの方面の主力軍団であったことが確認される。
しかし、1362年に明玉珍が四川地方に大夏国を建国すると陝西方面タンマチの大部分は大夏に降ったようで、アンチュル一族の人間とおぼしき「趙元帥」や「礼店元帥府同知の王均諒」らの将軍が大夏国の将軍の一人として明朝と戦ったことが記録されている。1371年には明朝の将軍潁川侯傅友徳が北方の陝西方面から大夏国に侵攻し、前述した陝西タンマチの末裔らが明軍と戦ったが、最終的に大夏国は明朝に併合された。大夏国の滅亡によって明朝の支配下に入った「礼店元帥府」は「礼店千戸所」とされ、陝西方面タンマチも明朝の支配下に入って陝西タンマチの伝統は途絶えた。ただし、19世紀の清代に至ってもアンチュルの16世孫を称する趙桂林なる者の記録が残っており、礼県では明〜清代を通じてアンチュル家は一定の信望を保ち続けていた。

### 遼東・高麗（ソロンカ・カウリ）方面

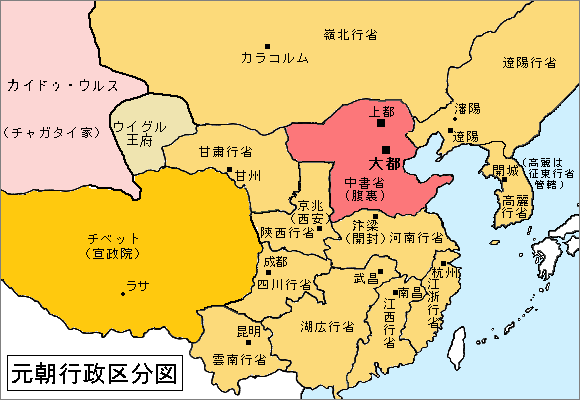
大元ウルスの行省

遼東・高麗（ソロンカ・カウリ）方面のタンマチがいつ派遣されたかについては議論があるが、『元史』巻149王珣伝には1229年以前にタンマチが遼東に現れたことが示唆されており、他のタンマチが派遣されたのと同じ1228年頃にモンゴル高原より派遣されたのではないかと推測されている。タングート方面タンマチが西道諸王の強い影響下にあったのとは対照的に、遼東・高麗方面タンマチは東道諸王（チンギス・カンの諸弟を始祖とする諸王家）との密接な連携の下活動した点に特徴があった。
このタンマチの最初の司令官はサリクタイ・コルチで、彼は「元帥」或いは「権皇帝」と称していた。これらの称号はチンギス・カンの時代に東アジア方面の司令官として活躍していたムカリの称号であり、サリクタイはムカリの権限を一部受け継ぐ形で遼東軍を指揮したものと考えられている。実際に、サリクタイ率いるタンマチの主力はかつてムカリの指揮下で遼東を転戦した契丹軍・女真軍であり、契丹軍はウヤル、女真軍はテゲ・コルチによって率いられていた。
1228年より遼東の敵対勢力を鎮圧したサリクタイは、1231年に鴨緑江を渡って高麗への攻撃を開始した。モンゴル帝国は既に一度高麗に兵を派遣しており、その際和平が結ばれていたが、1225年に高麗に派遣されたモンゴル使節が殺害されるという事件が生じていたため、その報復を口実としての出兵であった。
各地で高麗軍を破ったサリクタイは同年末に首都開城を包囲し、翌1231年には高麗は一旦モンゴル帝国に降伏しダルガチの設置を受けいれた。しかしそれから半年後に高麗はダルガチを殺害して叛旗を翻し、朝廷を江華島に移し徹底抗戦の構えを取った。そのため再びサリクタイがタンマチを率いて高麗へ侵攻したが、同年末に処仁城の戦いでサリクタイは戦死してしまった。そこで副将のテゲ・コルチが軍を率いて撤収し、新たにタングト・バートルが司令官に任命されてタンマチを率い高麗へ攻め込んだ。
オゴデイ死後カアン位を巡る争いなどにより周辺諸国への出兵は縮小したが、第4代皇帝モンケの治世より高麗への侵攻も本格化する。まず、チンギス・カンの弟ジョチ・カサルの息子イェグが1253年より侵攻を開始して、全州以北の諸城を攻略し忠州を包囲したが、果たせずして一時帰還した。しかし、イェグは他の王族と諍いを起こしてしまったために更迭され、新たにタンマチ指揮官としてジャライルタイ・コルチが抜擢され、征東元帥という称号を与えられて派遣された。ジャライルタイ・コルチの派遣は『元朝秘史』においてもタンマチ派遣の一つとして記録されている。
ジャライルタイ率いる高麗侵攻は今までにない大規模なものであり、『高麗史』巻24高宗世家3にはジャライルタイの侵攻を指して「モンゴル兵の侵攻が始まってより、この時ほど［被害が］甚大であったことはない（自有蒙兵之乱、未有甚於此時也）」とまで記されている。しかし高麗朝廷の実権を握っていた崔氏一族が失脚すると高麗は方針転換してモンゴルに投降することとし、モンゴルの要求に従って世子の王倎をモンケの下に派遣することになった。王倎がモンゴル帝国領に入った頃、モンゴルではモンケの急死によってクビライとアリク・ブケの間で帝位継承戦争が勃発しており、クビライは自らの陣営にやってきた王倎を歓迎した。クビライの内戦勝利後も高麗は反復常ならない国として警戒されていたが、クビライの娘クトゥルク＝ケルミシュ公主の降嫁によって高麗王家はモンゴル帝室の駙馬と位置づけられ、皇族に準ずる待遇を受けることになった。その後、東方におけるモンゴルに未だ服属していない勢力は日本だけとなったので、日本征伐を統轄するために征東等処行中書省が設置され、高麗内の軍事については征東行省に委ねられた。

## タンマチの特徴
タンマチに関する史料は断片的なものが多く、その定義のみならずモンゴル帝国史上の意義についても研究者によっても解釈が分かれてきた。しかし、近年では多くの研究成果によってタンマチの特徴・性格も整理され、「『モンゴル本土の遊牧兵』と『現地徴発兵』の混成軍団であること」と「前鋒軍として出発した後、本国に帰還することなく辺境鎮戍軍となること」の2点がモンゴル帝国の軍制史上重要であると指摘されている。

### モンゴル兵の徴発
タンマチ兵の徴発について最も明確な記述を残しているのは『集史』「スニト部族志」で、イラン方面タンマチを編成するに当たって以下の様な徴兵がなされたと記述されている。
以上の記述に見られるように、タンマチ兵の徴発は既存の千人隊（ミンガン）に割り当てて、10人の内2人または3人を兵として徴発する形で行われていた。このような徴兵方法はタンマチ兵のみに用いられたものではなく、先に述べたクシャウル・ジュスクの3千人隊の徴兵や、フレグの西アジア遠征軍を組織する際にも同様の手法が用いられていた。このような徴兵方法を用いることで、西アジア遠征軍を中核として成立したフレグ・ウルスはモンゴル帝国を構成するほとんどの部族出身者を有する、モンゴル帝国をそのまま縮小化したような国家編成を有するようになった。なお、このような徴兵方法は遊牧生活で増えすぎた家畜の群から何匹かずつ選び出して新しい群を作るという方法を人の集団にあてはめることで生まれた、遊牧民的な発想の軍団によって生まれたものといえる。

### 被征服民の徴発
タンマチの最大の特徴として、モンゴル本土から徴発されたモンゴル兵と、遠征先の被征服民からの徴発兵の混成軍団であった点が挙げられる。現地徴発兵については断片的な記述しかないものの、西方においては先に挙げた『集史』「スニト部族志」に「［イラン方面タンマチの］もう一人の万人隊長はマリク・シャーであった。ウイグル・カルルク・トルコマン・カシュガル・クチャから軍が糾合されて彼に与えられた……」とあり、イラン方面タンマチ4万人隊の内に現地徴発された万人隊が一つあったことが確認される。また、東方ではオゴデイ即位直後の第二次金朝遠征に先立って、「10戸（一牌子）につき1名、20歳以上30歳以下の者を選抜し、選抜した兵員を千戸・百戸・十戸に定めた（……毎一牌子簽軍一名，限年二十以上、三十以下者充，仍定立千戸、百戸、牌子頭……）」ことが記録されている。また、この時徴発された兵員で構成されるヒタイ方面タンマチ（河南淮北蒙古軍）は後に「四万戸（4万人隊）」の名称で知られるが、その内半数の2万がモンゴル兵で、もう半分の2万が漢人兵で成り立っていた。
このように、征服地においても「既存の人の集まりに徴発率を割り当て、10人に一人という割合で兵員を徴発する」というモンゴル兵と同様の徴兵が行われていたことが確認される。タンマチの軍勢はこのような手法で徴発されたモンゴル兵・現地徴発兵の混成軍団であった。

### モンゴル帝国におけるタンマチの地位
オゴデイ自らが自身の「四大功績」の一つにあげるタンマチの創設であるが、その一方でタンマチに属する将官・兵卒は必ずしも厚遇を受けていたわけではなかった。『元朝秘史』にはオゴデイ がバトゥと仲違いした自らの息子グユクに対して「先鋒軍（アルギンチ）にでも放ってやって、十の指の甲のすりへるまで山の如き城を這い上がらせん。鎮戍軍（タンマチ）にでも追いやって、五つの指が擦りむけるまで幾重にも築きたる堅き城を這い上がらせん」と述べたと記されているが、 これはオゴデイがタンマチがモンゴル正規軍に比べて地位の低い、過酷な任務をこなすものと認識していた証左である。
実際に、史料上に現れるタンマチの司令官は、建国以来の伝統ある千人隊長の家系出のテムデイ・タガチャルやチャガタイ家の千人隊長であったアンチュルといった例外を除き、概して出身部族が不明か、弱小部族の出身者ばかりが選ばれている。一方、 タンマチの長官の多くはコルチ（箭筒士）を称しており、カアンの親衛隊から抜擢されたことがうかがえる。以上の点から、タンマチの長官は有力な後ろ楯をもたないが、親衛隊の出身者としてカアンの信任の厚い人物が選ばれていたといえる。
各地域のタンマチもモンゴル正規軍からは蔑視を受けており、先述したようにインド方面軍が「カラウナス（混血児）」と呼ばれてさげすまれていたのも、同様の蔑視観が根底にあると考えられている。また、東方の大元ウルスでは各地に駐屯しているタンマチは重い軍役を貸されており、1303年にコシャンは「山東・河南方面に駐屯する蒙古軍（＝タンマチ）は出征金を自前で準備せねばならず、田地や妻子を売り払ってまでもその費用を贖っている」旨を報告し、朝廷による救済を請願したことが記録されている。

### タンマチの歴史的意義
以上のような特徴をまとめると、タンマチは「モンゴル兵・被征服民兵の混成軍であり、非主流部族出身者でカアンの側近を隊長とする、モンゴル正規軍より地位の劣る軍団」であり、「遠征においては先鋒という過酷な立場を引き受け、 建国当初には行われなかった征服地での駐屯を行う」、既存のモンゴル正規軍が行わない任務を行うために編成された軍団であったといえる。
タンマチの歴史的な意義について、海老沢哲雄はダルガチという代理人を設置するのみのルーズで不安定なチンギス・カン時代の征服地支配が、鎮戍軍としてのタンマチの派遣によってより安定したものとして発展したことを指摘する。また、川本正知はタンマチを「部族戦争時代のモンゴリアには存在していなかった、通常の先鋒部隊や前方偵察隊とは異なる、先鋒軍として侵入しそのまま征服地の鎮守軍」であるとした上で、「タンマチは大モンゴル・ウルスが直面した新しい状況に対応するために、遊牧民的な発送から生まれた新たな軍事制度である」と評している。

## 各方面タンマチの構成・歴代司令官

### ロシア方面
前述したように資料がほとんどなく、部隊編成や駐屯地、兵数などについては全く知られていない。ただ、『世界征服者史』によってスブタイとココテイという2人の指揮官がいたことのみが確確認される。
| 地位   | 名前     | ペルシア語表記    | 漢字表記              | 出身部族       | 備考                                           |
| ------ | -------- | ----------------- | --------------------- | -------------- | ---------------------------------------------- |
| 隊長？ | スブタイ | سوبداى（Sūbdā'ī） | 速別額台（sùbiéétái） | ウリヤンカイ部 | 四駿四狗の一人スブタイと同一人物かどうかは不明 |
| 隊長？ | ココテイ |                   |                       |                | 出自・事蹟ともに不明                           |

### イラン方面
イラン方面タンマチの編成については『集史』「スニト部族志」に詳細な部隊内容が記録されており、それによるとイラン方面タンマチは4つの万人隊から成り立っていたこと、その内の一つはウイグル・カルルクなど現地徴発兵によって構成されるものであったことが確認される。なお、『世界征服者史』などでは「3つの万人隊」であったと記されることもあるが、これは モンゴル高原出発時には3万人隊であったが、遠征中で残現地民を徴発して1万人隊を増設したためであると考えられている。
| 地位        | 名前             | ペルシア語表記             | 漢字表記                | 出身部族       | 備考                                           |
| ----------- | ---------------- | -------------------------- | ----------------------- | -------------- | ---------------------------------------------- |
| 第1万人隊長 | チョルマグン     | چورماغون（chūrmāghūn）     | 綽児馬罕（chuòérmǎhǎn） | スニト部       | 晩年は病気によってバイジュに指揮権を委ねていた |
| 第2万人隊長 | バイジュ         | بايجو نويان（Bāyjū Nūyān） |                         | コンギラト部   | シリア侵攻中にフレグによって処刑される         |
| 第3万人隊長 | イェケ・イェスル | بوكا تیمور（yīsūr buzurg） |                         | オルクヌウト部 | 千人隊長キンギヤダイの息子                     |
| 第4万人隊長 | マリク・シャー   | ملک‌شاه（Malik Shāh）       |                         |                |                                                |

### インド方面
イラン方面の後詰めとして派遣されたものであるためか、 規模は他のタンマチの半数となる「2つの万人隊」しかない。しかしモンケ死去後の混乱の中でチャガタイ・ウルスに属する カラウナス、ジョチ・ウルスに属するニクダリヤーン、フレグ・ウルスに属するカラウナスといくつかの集団に分立し、結果としてタンマチの中でも最も多くの派生集団を有するようになった。
| 地位      | 名前             | ペルシア語表記           | 漢字表記              | 出身部族     | 備考 |
| --------- | ---------------- | ------------------------ | --------------------- | ------------ | ---- |
| 初代隊長  | ダイル・バートル | دایر（Dāīr）             | 荅亦児（tàyìér）      | スニト部     |      |
| 第2代隊長 | モンゲトゥ       | مونکدو（mūnkdū）         | 蒙格禿（mēnggétū）    | ベスト部     |      |
| 第3代隊長 | オコトル         | هوقوتر（hūqūtur）        | 斡豁禿児（wòhuōtūér） | コンギラト部 |      |
| 第4代隊長 | サリ・ノヤン     | سالی نویان（sālī nūyān） |                       | タタル部     |      |

### ヒタイ方面
前述したようにヒタイ方面には多数のタンマチが配備されており、後に侍衛親軍の一つとなった「五投下タンマチ」、河南一帯に駐屯した「河南淮北蒙古軍」、山東一帯に駐屯した「山東河北蒙古軍」などが主に知られている。

#### 河南淮北蒙古軍都万戸府
| 地位           | 名前         | 漢字表記                 | 出身部族     | 備考                                   |
| -------------- | ------------ | ------------------------ | ------------ | -------------------------------------- |
| 行省兵馬都元帥 | タガチャル   | 塔察児（tǎcháér）        | フーシン部   | 四駿の一人ボロクルの親族               |
| 行省兵馬都元帥 | ベルグテイ   | 別里虎帯（biélǐhŭdài）   | フーシン部   | タガチャルの息子                       |
| 蒙古軍万戸     | アウルクチ   | 奥魯赤（àolŭchì）        | ジャライル部 | タガチャルの同僚であったテムデイの息子 |
| 蒙古軍都万戸   | トゴン・ブカ | 脱桓不花（tuōhuánbùhuā） | ジャライル部 | アウルクチの息子                       |

### タングート方面
タングート方面では、耶律禿花が率いていた軍団に由来する「陝西等処蒙古軍都万戸府」と、アンチュル家が率いた軍団に由来する「礼店元帥府」がタンマチを率いる軍団として知られている。「陝西等処蒙古軍都万戸府」については、モンケの治世以後タイダル家によって代々治められている。一方、「礼店元帥府」は元来チャガタイ家に属する軍団であったこともあり、他の「万戸府」とは異なる独自の位置づけの軍隊として扱われていた。

#### 礼店元帥府
| 地位       | 名前         | 漢字表記             | 出身部族   | 備考             |
| ---------- | ------------ | -------------------- | ---------- | ---------------- |
| 征行大元帥 | アンチュル   | 按竺邇（ànzhúĕr）    | オングト部 |                  |
| 征行元帥   | チェリク     | 徹理（chèlǐ）        | オングト部 | アンチュルの息子 |
| 征行元帥   | ボロト・カダ | 歩魯合荅（bùlŭhédá） | オングト部 | チェリクの息子   |

#### 陝西等処蒙古軍都万戸府
| 地位                 | 名前       | 漢字表記             | 出身部族     | 備考           |
| -------------------- | ---------- | -------------------- | ------------ | -------------- |
| 都元帥               | タイダル   | 太答児（tàidāér）    | サルジウト部 |                |
| 都元帥               | ネウリン   | 紐璘（niŭlín）       | サルジウト部 | タイダルの息子 |
| 都元帥・蒙古軍都万戸 | イェスデル | 也速答児（yĕsùdāér） | サルジウト部 | ネウリンの息子 |
| 蒙古軍都万戸         | バラク     | 八剌（bālà）         | サルジウト部 | イェスデルの弟 |

### 遼東・高麗方面
高麗方面タンマチについても史料が少なく、 詳細な編成などは不明である。ただし、『高麗史』の記述から他のタンマチと同様に4つの部隊から成る軍団であったことが明らかにされている。
| 地位        | 名前             | ペルシア語表記                   | 漢字表記         | 出身部族 | 備考                                           |
| ----------- | ---------------- | -------------------------------- | ---------------- | -------- | ---------------------------------------------- |
| 第1万人隊長 | 権皇帝サリクタイ |                                  | 撒里答（sālǐdā） | 不明     | 初代高麗方面タンマチ隊長                       |
| 第2万人隊長 | 蒲桃元帥         |                                  | 蒲桃（pútáo）    | 不明     | 金郊に駐屯していた                             |
| 第3万人隊長 | テゲ元帥         |                                  | 迪巨（díjù）     | 女直人   | 大真国国王蒲鮮万奴の息子で、吾山に駐屯していた |
| 第4万人隊長 | タングート元帥   | تنگقوت بهادر （tangqūt bahādur） | 唐古（tánggŭ）   | 不明     | 『集史』に言及があり、蒲里に駐屯していた       |